# Liars (album de Todd Rundgren)
Pour les articles homonymes, voir Liar.
Albums de Todd Rundgren
One Long Year
(2000) Arena
(2008)
Liars est un album de Todd Rundgren sorti le 6 avril 2004.

## Titres
Toutes les chansons sont écrites et composées par Todd Rundgren.
| 1.      | Truth             | 5:12 |
| 2.      | Sweet             | 5:51 |
| 3.      | Happy Anniversary | 4:24 |
| 4.      | Soul Brother      | 4:14 |
| 5.      | Stood Up          | 4:42 |
| 6.      | Mammon            | 4:53 |
| 7.      | Future            | 6:04 |
| 8.      | Past              | 5:55 |
| 9.      | Wondering         | 5:11 |
| 10.     | Flaw              | 4:42 |
| 11.     | Afterlife         | 3:56 |
| 12.     | Living            | 5:37 |
| 13.     | God Said          | 7:40 |
| 14.     | Liar              | 5:07 |
| 1:13:28 |                   |      |